# Luigi Pulci

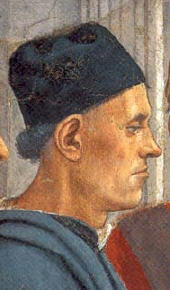
Luigi Pulci (von Filippino Lippi)

Luigi Pulci (* 1432 in Florenz; † 1484) war ein italienischer Dichter, der von Lorenzo de’ Medici gefördert wurde.

## Morgante maggiore
Pulci wurde vor allem durch sein Epos Il Morgante maggiore bekannt. Es handelt von den Abenteuern des Riesen Morgant sowie des Halbriesen Margutte. Weil es wenig Respekt vor christlichen Glaubensdogmen und christlicher Kreuzzugsideologie zeigte, rief es massive Einwände von kirchlicher Seite hervor. Im Allgemeinen entspricht das Werk eher einer derb-burlesken Komödie mit umgangssprachlicher Note und gilt unter Linguisten als experimentell.
1517 erschien es, in einen Roman umgearbeitet, auf Französisch. Auf dieser Version beruht eine 1530 veröffentlichte freie Übersetzung ins Alemannische.